# Ferdinand Kotz von Dobrz
Ferdinand Kotz von Dobrz, celým jménem Ferdinand Arnošt Antonín, též von Dobrž, česky Ferdinand Kotz z Dobrže, též Koc z Dobrše (18. ledna 1821 Hlavňovice – 2. srpna 1882 Hlavňovice), byl rakouský šlechtic z rodu Koců z Dobrše a politik německé národnosti z Čech, v 2. polovině 19. století poslanec Říšské rady a Českého zemského sněmu.

## Biografie
Roku 1869 byl povýšen do baronského stavu. Patřilo mu panství Hlavňovice na Klatovsku. Dále vlastnil Libětice a Přestanice.  Vychodil gymnázium v Klatovech. Dlouhodobě působil ve státní správě. V roce 1841 nastoupil k zemskému guberniu v Linci. Od roku 1843 zastával úřad krajského komisaře v Čechách (v Hradci Králové, v Milevsku). 
Na zámku v Cerekvici nad Bystřicí u Jičína se 16. července 1848 oženil s Valerií Girtlerovou z Kleebornu (1829–1906). Z manželství vzešly čtyři děti.
Roku 1853 ze státních služeb odešel. Byl předsedou zemědělského spolku v Nýrsku. Zapojil se i do politiky. V zemských volbách v březnu 1867 byl zvolen na Český zemský sněm za kurii velkostatkářskou (nesvěřenecké velkostatky). Od dubna 1867 byl též náhradníkem zemského výboru za poslance Heinricha Kopetze. Patřil ke Straně ústavověrného velkostatku, která byla proněmecky, provídeňsky a centralisticky orientovaná. Do zemského sněmu se vrátil v zemských volbách roku 1872, opět za velkostatkářskou kurii, nesvěřenecké velkostatky. Mandát obhájil v zemských volbách roku 1878. Stále je uváděn jako ústavověrný velkostatkář. List Bohemia ho v nekrologu označil za jednoho z nejstatečnějších a nejspolehlivějších stoupenců ústavního tábora.
Zemský sněm ho v dubnu 1867 zvolil i do Říšské rady (tehdy ještě volené nepřímo) za kurii velkostatkářskou v Čechách. Opětovně byl sněmem do Říšské rady delegován roku 1871 (7. března 1871 složil slib) a roku 1872 (7. května 1872 složil slib). Uspěl i v prvních přímých volbách do Říšské rady roku 1873 (kurie velkostatkářská, Čechy). Mandát zde obhájil ve volbách do Říšské rady roku 1879 a poslanec zůstal až do své smrti roku 1882. Na Říšské radě se v říjnu 1879 uvádí jako člen staroněmeckého Klubu liberálů (Club der Liberalen).
Zemřel v srpnu 1882 na zámku v Hlavňovicích.